# 奥斯卡金像奖华人获奖者
奥斯卡金像奖华人获奖者可追溯至1956年和1964年美籍华人黄宗霑两度斩获最佳黑白片摄影奖。1985年，凭借《杀戮战场》獲得最佳男配角的柬埔寨華人吴汉润是华人首次提名和獲得表演类奖项。真正激起华人及华语电影工作者对奥斯卡的关注则是1988年获得9项大奖的《末代皇帝》，來自中國大陸的苏聪获得了最佳原創配樂奖，是中国本土（含两岸三地）电影工作者第一次获得奥斯卡奖。1991年中国大陸送审的张艺谋、杨凤良导演作品《菊豆》为首部入围最佳外语片提名的华语电影。2001年台湾送审的李安导演作品《卧虎藏龙》成为首部获得最佳外语片奖的华语电影，也是首部提名最佳影片奖的华语电影，其制片人李安、江志強、徐立功成为首次获得最佳影片奖提名的华人。2006年，台灣導演李安凭借《斷背山》成为首位获得最佳导演奖的华人、亚洲人、非白人。2013年，李安凭借《少年PI的奇幻漂流》再次获得最佳导演奖，成为至今唯一两度获得最佳导演奖的华人和亚洲人，并第二次（其导演作品第三次）获得最佳影片奖提名。2016年，香港制片人、导演、演员成龙获得奥斯卡终身成就奖，为首位摘得此项荣誉的华人。2021年，來自中國大陸的赵婷凭借《无依之地》斩获最佳导演奖和名最佳影片奖，成为首位摘获最佳影片奖的華人，亦是首位提名和获得最佳导演奖的華人女性、亚洲女性、非白人女性。2023年，楊紫瓊憑藉《媽的多重宇宙》成為首位斩获最佳女主角的华裔和東南亞及東亞裔演員。
而隨著美國影藝學院近年不斷大規模地邀請世界各地的電影工作者成為其會員，不少曾獲獎及提名的華人亦獲邀為會員，擁有奧斯卡金像獎的投票權，詳細名單請到美國影藝學院華人會員。

## 获奖列表
| 獲獎年 | 奖项           | 获奖者                        | 片名                                      | 出生地                                | 获奖时国籍                      |
| ------ | -------------- | ----------------------------- | ----------------------------------------- | ------------------------------------- | ------------------------------- |
| 1956年 | 最佳黑白片摄影 | 黃宗霑                        | 《玫瑰纹身》                              | 大清广东省新宁县永安村                | 美国                            |
| 1964年 | 最佳黑白片摄影 | 黃宗霑                        | 《原野铁汉》                              | 大清广东省新宁县永安村                | 美国                            |
| 1978年 | 最佳剪辑       | 赵汝钜                        | 《星球大战IV：新希望》                    | 美国加利福尼亚州洛杉矶                | 美国                            |
| 1985年 | 最佳男配角     | 吴汉润                        | 《杀戮战场》                              | 法属印度支那 柬埔寨保護國茶胶省巴提县 | 美国                            |
| 1988年 | 最佳原创配乐   | 苏聪                          | 《末代皇帝》                              | 中华人民共和国天津市                  | 中华人民共和国                  |
| 1993年 | 最佳视觉效果   | 江道格                        | 《飞越长生》                              | 戰後臺灣宜蘭縣                        | 中華民國                        |
| 1995年 | 最佳纪录长片   | 弗雷达·李·莫克                | 《林璎：强烈而清晰的洞察力》              | 美国                                  | 美国                            |
| 1996年 | 科技成果奖     | 晏仲芳                        | 設計“影視閃電效果燈”                      | 中華民國江蘇省常熟县                  | 中华人民共和国                  |
| 1997年 | 最佳纪录短片   | 虞琳敏                        | 《呼吸的代价：马克·奥布莱恩的生活和工作》 | 美国紐約                              | 美国                            |
| 2001年 | 最佳外语片     | 台灣（送审）                  | 《卧虎藏龙》                              | 中華民國（臺灣） 李安导演，官話       | 中華民國（臺灣） 李安导演，官話 |
| 2001年 | 最佳原创配乐   | 谭盾                          | 《卧虎藏龙》                              | 中华人民共和国湖南省長沙市            | 美国                            |
| 2001年 | 最佳艺术指导   | 叶锦添                        | 《卧虎藏龙》                              | 英屬香港                              | 中华人民共和国（香港）          |
| 2001年 | 最佳摄影       | 鲍德熹                        | 《卧虎藏龙》                              | 英屬香港                              | 中华人民共和国（香港）          |
| 2006年 | 最佳导演       | 李安                          | 《断背山》                                | 戰後臺灣屏东县潮州镇                  | 中華民國                        |
| 2007年 | 最佳纪录短片   | 杨紫烨                        | 《颍州的孩子》                            | 英屬香港                              | 美国                            |
| 2011年 | 最佳动画短片   | 陈志勇                        | 《失物招领》                              | 西澳大利亚州弗里曼特尔                |                                 |
| 2013年 | 最佳导演       | 李安                          | 《少年派的奇幻漂流》                      | 戰後臺灣屏东县潮州镇                  | 中華民國                        |
| 2016年 | 終身成就奖     | 成龙                          |                                           | 英屬香港                              | 中华人民共和国（香港）          |
| 2019年 | 最佳动画短片   | 石之予                        | 《包宝宝》                                | 中华人民共和国重庆市                  | 加拿大                          |
| 2019年 | 最佳纪录长片   | 金国威                        | 《徒手攀岩》                              | 美国明尼苏达州曼凯托                  | 美国                            |
| 2019年 | 科技成果奖     | 马万钧                        | 脸部捕捉特写技术                          | 戰後臺灣                              | 中華民國                        |
| 2019年 | 科技成果奖     | 俞雪鸣 （页面存档备份，存于） | 脸部捕捉特写技术                          | 中华人民共和国上海市                  | 中华人民共和国                  |
| 2021年 | 最佳影片       | 赵婷                          | 《無依之地》                              | 中华人民共和国北京市                  | 中华人民共和国                  |
| 2021年 | 最佳导演       | 赵婷                          | 《無依之地》                              | 中华人民共和国北京市                  | 中华人民共和国                  |
| 2023年 | 最佳影片       | 關家永                        | 《媽的多重宇宙》                          | 美国麻薩諸塞州韋斯特伯勒              | 美国                            |
| 2023年 | 最佳影片       | 王慶                          | 《媽的多重宇宙》                          | 美国                                  | 美国                            |
| 2023年 | 最佳导演       | 關家永                        | 《媽的多重宇宙》                          | 美国麻薩諸塞州韋斯特伯勒              | 美国                            |
| 2023年 | 最佳原创剧本   | 關家永                        | 《媽的多重宇宙》                          | 美国麻薩諸塞州韋斯特伯勒              | 美国                            |
| 2023年 | 最佳女主角     | 楊紫瓊                        | 《媽的多重宇宙》                          | 马来西亚霹靂州怡保市                  | 马来西亚                        |
| 2023年 | 最佳男配角     | 關繼威                        | 《媽的多重宇宙》                          | 越南共和国西貢                        | 美国                            |

## 提名列表
| 年份   | 奖项           | 提名者           | 片名                                      | 出生地                                         | 提名时国籍                                     |
| ------ | -------------- | ---------------- | ----------------------------------------- | ---------------------------------------------- | ---------------------------------------------- |
| 1939年 | 最佳黑白片摄影 | 黃宗霑           | 《海角游魂》                              | 大清广东省新宁县永安村                         | 美国                                           |
| 1941年 | 最佳黑白片摄影 | 黃宗霑           | 《林肯在伊利诺斯》                        | 大清广东省新宁县永安村                         | 美国                                           |
| 1943年 | 最佳黑白片摄影 | 黃宗霑           | 《金石盟》                                | 大清广东省新宁县永安村                         | 美国                                           |
| 1944年 | 最佳黑白片摄影 | 黃宗霑           | 《反攻洛血战》                            | 大清广东省新宁县永安村                         | 美国                                           |
| 1944年 | 最佳黑白片摄影 | 黃宗霑           | 《空军》                                  | 大清广东省新宁县永安村                         | 美国                                           |
| 1956年 | 最佳黑白片摄影 | 黃宗霑           | 《玫瑰纹身》                              | 大清广东省新宁县永安村                         | 美国                                           |
| 1959年 | 最佳彩色片摄影 | 黃宗霑           | 《老人与海》                              | 大清广东省新宁县永安村                         | 美国                                           |
| 1964年 | 最佳黑白片摄影 | 黃宗霑           | 《原野铁汉》                              | 大清广东省新宁县永安村                         | 美国                                           |
| 1967年 | 最佳黑白片摄影 | 黃宗霑           | 《脱胎换骨》                              | 大清广东省新宁县永安村                         | 美国                                           |
| 1976年 | 最佳剪辑       | 赵汝钜           | 《飞越疯人院》                            | 美国加利福尼亚州洛杉矶                         | 美国                                           |
| 1976年 | 最佳摄影       | 黃宗霑           | 《俏佳人》                                | 大清广东省新宁县永安村                         | 美国                                           |
| 1978年 | 最佳剪辑       | 赵汝钜           | 《星球大战IV：新希望》                    | 美国加利福尼亚州洛杉矶                         | 美国                                           |
| 1983年 | 最佳纪录短片   | 弗雷达·李·莫克   | 《To Live or Let Die》                    | 美国                                           | 美国                                           |
| 1985年 | 最佳男配角     | 吴汉润           | 《杀戮战场》                              | 柬埔寨保護國茶胶省巴提县                       | 美国                                           |
| 1988年 | 最佳原创配乐   | 苏聪             | 《末代皇帝》                              | 中华人民共和国天津市                           | 中华人民共和国                                 |
| 1989年 | 最佳纪录长片   | 崔明慧           | 《谁杀了陈果仁》                          | 中华人民共和国上海市                           | 美国                                           |
| 1991年 | 最佳外语片     | 中國大陸（送审） | 《菊豆》                                  | 中华人民共和国 张艺谋、杨凤良 导演，官話       | 中华人民共和国 张艺谋、杨凤良 导演，官話       |
| 1991年 | 最佳纪录短片   | 弗雷达·李·莫克   | 《罗丝·肯尼迪：值得纪念的人》             | 美国                                           | 美国                                           |
| 1992年 | 最佳外语片     | 香港（送审）     | 《大红灯笼高高挂》                        | 中华人民共和国 张艺谋 导演，官話               | 中华人民共和国 张艺谋 导演，官話               |
| 1993年 | 最佳视觉效果   | 江道格           | 《飞越长生》                              | 戰後臺灣宜蘭縣                                 | 中華民國                                       |
| 1994年 | 最佳外语片     | 香港（送审）     | 《霸王别姬》                              | 中华人民共和国 陈凯歌 导演，官話               | 中华人民共和国 陈凯歌 导演，官話               |
| 1994年 | 最佳外语片     | 台灣（送审）     | 《喜宴》                                  | 中華民國（臺灣） 李安 导演，官話/英語          | 中華民國（臺灣） 李安 导演，官話/英語          |
| 1994年 | 最佳摄影       | 顾长卫           | 《霸王别姬》                              | 中华人民共和国陝西省西安市                     | 中华人民共和国                                 |
| 1995年 | 最佳外语片     | 台灣（送审）     | 《饮食男女》                              | 中華民國（臺灣） 李安 导演，官话/闽南语/湖南话 | 中華民國（臺灣） 李安 导演，官话/闽南语/湖南话 |
| 1995年 | 最佳纪录长片   | 弗雷达·李·莫克   | 《林璎：强烈而清晰的洞察力》              | 美国                                           | 美国                                           |
| 1996年 | 最佳纪录短片   | 弗雷达·李·莫克   | 《永不放弃：赫伯特·齐珀的二十世纪奥德赛》 | 美国                                           | 美国                                           |
| 1996年 | 最佳摄影       | 吕乐             | 《摇啊摇，摇到外婆桥》                    | 中华人民共和国天津市                           | 中华人民共和国                                 |
| 1997年 | 最佳纪录短片   | 虞琳敏           | 《呼吸的代价：马克·奥布莱恩的生活和工作》 | 美国紐約                                       | 美国                                           |
| 1999年 | 最佳纪录短片   | 王水泊           | 《天安门上太阳升》                        | 中华人民共和国山东省济南市                     | 加拿大                                         |
| 2001年 | 最佳影片       | 江志強           | 《卧虎藏龙》                              | 英屬香港                                       | 中华人民共和国（香港）                         |
| 2001年 | 最佳影片       | 徐立功           | 《卧虎藏龙》                              | 日治臺灣                                       | 中華民國                                       |
| 2001年 | 最佳影片       | 李安             | 《卧虎藏龙》                              | 戰後臺灣屏东县潮州镇                           | 中華民國                                       |
| 2001年 | 最佳导演       | 李安             | 《卧虎藏龙》                              | 戰後臺灣屏东县潮州镇                           | 中華民國                                       |
| 2001年 | 最佳外语片     | 台灣（送审）     | 《卧虎藏龙》                              | 中華民國（臺灣） 李安 导演                     | 中華民國（臺灣） 李安 导演                     |
| 2001年 | 最佳改编剧本   | 王蕙玲           | 《卧虎藏龙》                              | 戰後臺灣臺北市                                 | 中華民國                                       |
| 2001年 | 最佳改编剧本   | 蔡国荣           | 《卧虎藏龙》                              | 戰後臺灣                                       | 中華民國                                       |
| 2001年 | 最佳原创配乐   | 谭盾             | 《卧虎藏龙》                              | 中华人民共和国湖南省長沙市                     | 美国                                           |
| 2001年 | 最佳原创歌曲   | 谭盾             | 《卧虎藏龙》                              | 中华人民共和国湖南省長沙市                     | 美国                                           |
| 2001年 | 最佳艺术指导   | 叶锦添           | 《卧虎藏龙》                              | 英屬香港                                       | 中华人民共和国（香港）                         |
| 2001年 | 最佳服装设计   | 叶锦添           | 《卧虎藏龙》                              | 英屬香港                                       | 中华人民共和国（香港）                         |
| 2001年 | 最佳摄影       | 鲍德熹           | 《卧虎藏龙》                              | 英屬香港                                       | 中华人民共和国（香港）                         |
| 2002年 | 最佳纪录短片   | 弗雷达·李·莫克   | 《唱！》                                  | 美国                                           | 美国                                           |
| 2003年 | 最佳外语片     | 中國大陸（送审） | 《英雄》                                  | 中华人民共和国 张艺谋 导演，官話               | 中华人民共和国 张艺谋 导演，官話               |
| 2005年 | 最佳摄影       | 赵小丁           | 《十面埋伏》                              | 中华人民共和国北京市                           | 中华人民共和国                                 |
| 2006年 | 最佳导演       | 李安             | 《断背山》                                | 戰後臺灣屏东县潮州镇                           | 中華民國                                       |
| 2007年 | 最佳服装设计   | 奚仲文           | 《满城尽带黄金甲》                        | 英屬香港                                       | 中华人民共和国（香港）                         |
| 2007年 | 最佳纪录短片   | 杨紫烨           | 《颍州的孩子》                            | 英屬香港                                       | 美国                                           |
| 2011年 | 最佳纪录短片   | 杨紫烨           | 《仇岗卫士》                              | 英屬香港                                       | 美国                                           |
| 2011年 | 最佳动画短片   | 陈志勇           | 《失物招领》                              | 西澳大利亚州弗里曼特尔                         |                                                |
| 2013年 | 最佳影片       | 李安             | 《少年派的奇幻漂流》                      | 戰後臺灣屏东县潮州镇                           | 中華民國                                       |
| 2013年 | 最佳导演       | 李安             | 《少年派的奇幻漂流》                      | 戰後臺灣屏东县潮州镇                           | 中華民國                                       |
| 2014年 | 最佳实景短片   | 李博荣           | 《问题先生乌尔曼》                        | 英国英格兰大曼彻斯特郡曼彻斯特                 | 英国                                           |
| 2014年 | 最佳服装设计   | 张叔平           | 《一代宗师》                              | 英屬香港                                       | 中华人民共和国（香港）                         |
| 2015年 | 最佳实景短片   | 胡伟（導演）     | 《酥油灯》                                | 中华人民共和国北京市                           | 中华人民共和国                                 |
| 2017年 | 最佳音响       | 李爱玲           | 《爱乐之城》                              | 新加坡                                         | 美国 新加坡                                    |
| 2017年 | 最佳音效剪辑   | 李爱玲           | 《爱乐之城》                              | 新加坡                                         | 美国 新加坡                                    |
| 2019年 | 最佳音响       | 李爱玲           | 《登月第一人》                            | 新加坡                                         | 美国 新加坡                                    |
| 2019年 | 最佳音效剪辑   | 李爱玲           | 《登月第一人》                            | 新加坡                                         | 美国 新加坡                                    |
| 2019年 | 最佳动画短片   | 石之予           | 《包宝宝》                                | 中华人民共和国重庆市                           | 加拿大                                         |
| 2019年 | 最佳纪录长片   | 刘冰             | 《滑板少年》                              | 中华人民共和国                                 | 美国                                           |
| 2019年 | 最佳纪录长片   | 金国威           | 《徒手攀岩》                              | 美国明尼苏达州曼凯托                           | 美国                                           |
| 2020年 | 最佳动画短片   | 宋思琪           | 《妹妹》                                  | 中华人民共和国河南省                           | 美国                                           |
| 2021年 | 最佳国际影片   | 香港（送审）     | 《少年的你》                              | 中华人民共和国（香港） 曾国祥 导演，官話       | 中华人民共和国（香港） 曾国祥 导演，官話       |
| 2021年 | 最佳影片       | 赵婷             | 《无依之地》                              | 中华人民共和国北京市                           | 中华人民共和国                                 |
| 2021年 | 最佳导演       | 赵婷             | 《无依之地》                              | 中华人民共和国北京市                           | 中华人民共和国                                 |
| 2021年 | 最佳改编剧本   | 赵婷             | 《无依之地》                              | 中华人民共和国北京市                           | 中华人民共和国                                 |
| 2021年 | 最佳剪辑       | 赵婷             | 《无依之地》                              | 中华人民共和国北京市                           | 中华人民共和国                                 |
| 2023年 | 最佳動畫長片   | 石之予           | 《熊抱青春記》                            | 中华人民共和国重庆市                           | 加拿大                                         |
| 2023年 | 最佳原创配樂   | 伊恩·张          | 《媽的多重宇宙》                          | 英屬香港                                       | 美国                                           |
| 2024年 | 最佳纪錄短片   | 江松長           | 《金門》                                  | 戰後臺灣高雄市                                 | 美国                                           |
| 2024年 | 最佳纪錄短片   | 王湘聖           | 《奶奶跟外婆》                            | 美国加州阿拉米達縣佛利蒙                       | 美国                                           |
| 2024年 | 最佳纪錄短片   | 錢孝貞           | 《奶奶跟外婆》                            | 戰後臺灣                                       | 美国                                           |

## 另見
- 美國影藝學院華人會員
- 三大影展華語電影或華人獲獎及評審履歷